# Eucereon rububa
Eucereon rububa är en fjärilsart som beskrevs av Druce 1895. Eucereon rububa ingår i släktet Eucereon och familjen björnspinnare. Inga underarter finns listade i Catalogue of Life.